# Kondrowo
Kondrowo (russisch Кондрово) ist eine Stadt in der Oblast Kaluga (Russland) mit 16.672 Einwohnern (Stand 14. Oktober 2010).

## Geografie
Die Stadt liegt etwa 40 km nordwestlich der Oblasthauptstadt Kaluga an der Schanja, einem linken Nebenfluss der Ugra im Flusssystem der Wolga.
Kondrowo ist Verwaltungszentrum des Rajons Dserschinski.

## Geschichte
Der Ort entstand zu Beginn des 16. Jahrhunderts auf Ländereien, welche für Verdienste im Feldzug 1500 bis 1501 gegen das Großfürstentum Litauen dem Woiwoden Dmitri Kondyrjow überschrieben worden waren, und wurde nach diesem Kondyrjowo (Кондырёво) genannt.
Im Jahr 1800 entstand hier eine Papierfabrik, welche gegen Ende des 19. Jahrhunderts für ihre qualitativ hochwertigen Erzeugnisse bekannt war. Ab den 1840er Jahren kam die heutige Ortsnamensform in Gebrauch.
Im wenig südlich in der zweiten Hälfte des 17. Jahrhunderts gegründeten Dorf Troizkoje (Троицкое; bis Mitte des 19. Jahrhunderts alternativ auch Вздынь) war bereits 1786 ebenfalls eine Papierfabrik eröffnet worden, die 1809 um eine Farbenfabrik (für Berliner Blau, im Russischen als „Lasur“ bezeichnet) erweitert wurde.
1925 wurde Kondrowo und Troizkoje der Status von (eigenständigen) Siedlungen städtischen Typs verliehen. 1938 wurden die mittlerweile faktisch zusammengewachsenen Orte vereinigt und erhielten die Stadtrechte, unter dem Namen des größeren Kondrowo.
Im Zweiten Weltkrieg wurde Kondrowo am 9. Oktober 1941 von der deutschen Wehrmacht besetzt und am 19. Januar 1942 von der Westfront der Roten Armee im Rahmen der Rschew-Wjasmaer Operation zurückerobert.

### Bevölkerungsentwicklung
| Jahr | Einwohner |
| ---- | --------- |
| 1939 | 9.708     |
| 1959 | 13.054    |
| 1970 | 15.686    |
| 1979 | 15.106    |
| 1989 | 17.212    |
| 2002 | 17.177    |
| 2010 | 16.672    |

Anmerkung: Volkszählungsdaten

## Wirtschaft und Infrastruktur
Wichtigstes Unternehmen der Stadt ist die Papierfabrik.
Die Stadt liegt an der auf diesem Abschnitt 1874 eröffneten Eisenbahnstrecke Wjasma–Kaluga–Uslowaja–Rjaschsk (Stationsname Gowardowo; nach dem Engländer William Howard, russisch Goward (Говард), Besitzer der Papierfabriken von Kondrowo und Troizkoje seit 1843).

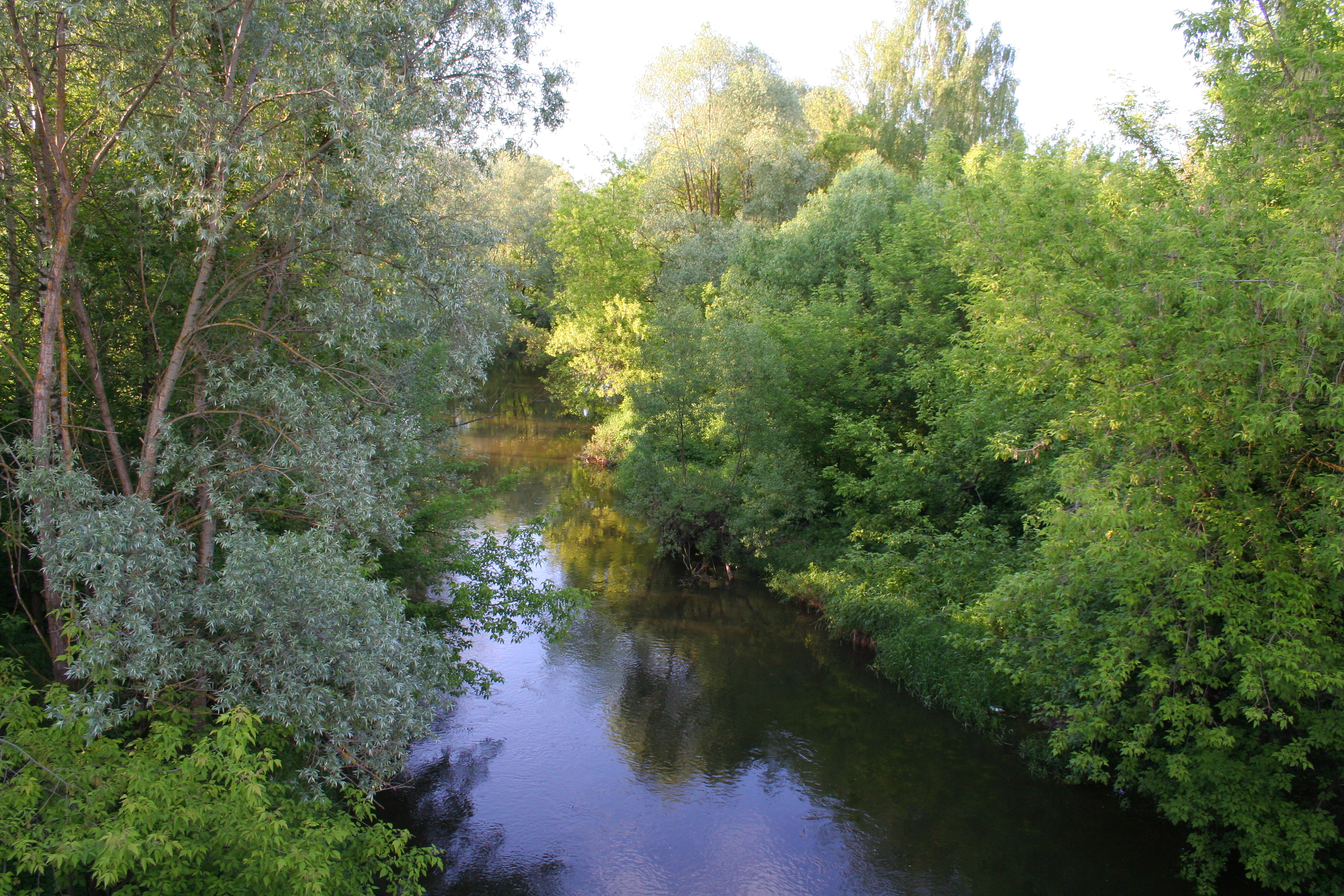
Der Fluss Schanja in Kondrowo
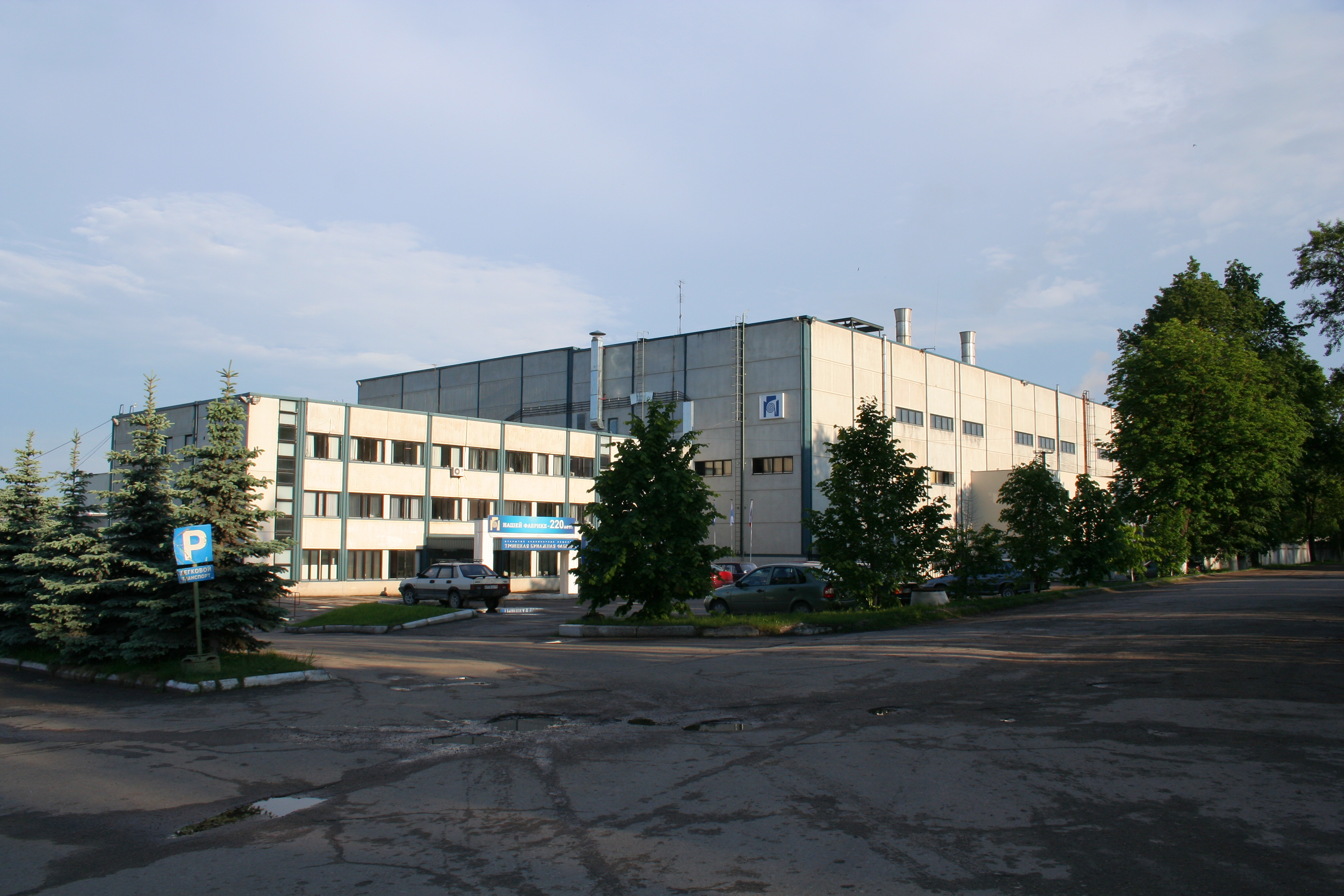
Papierfabrik
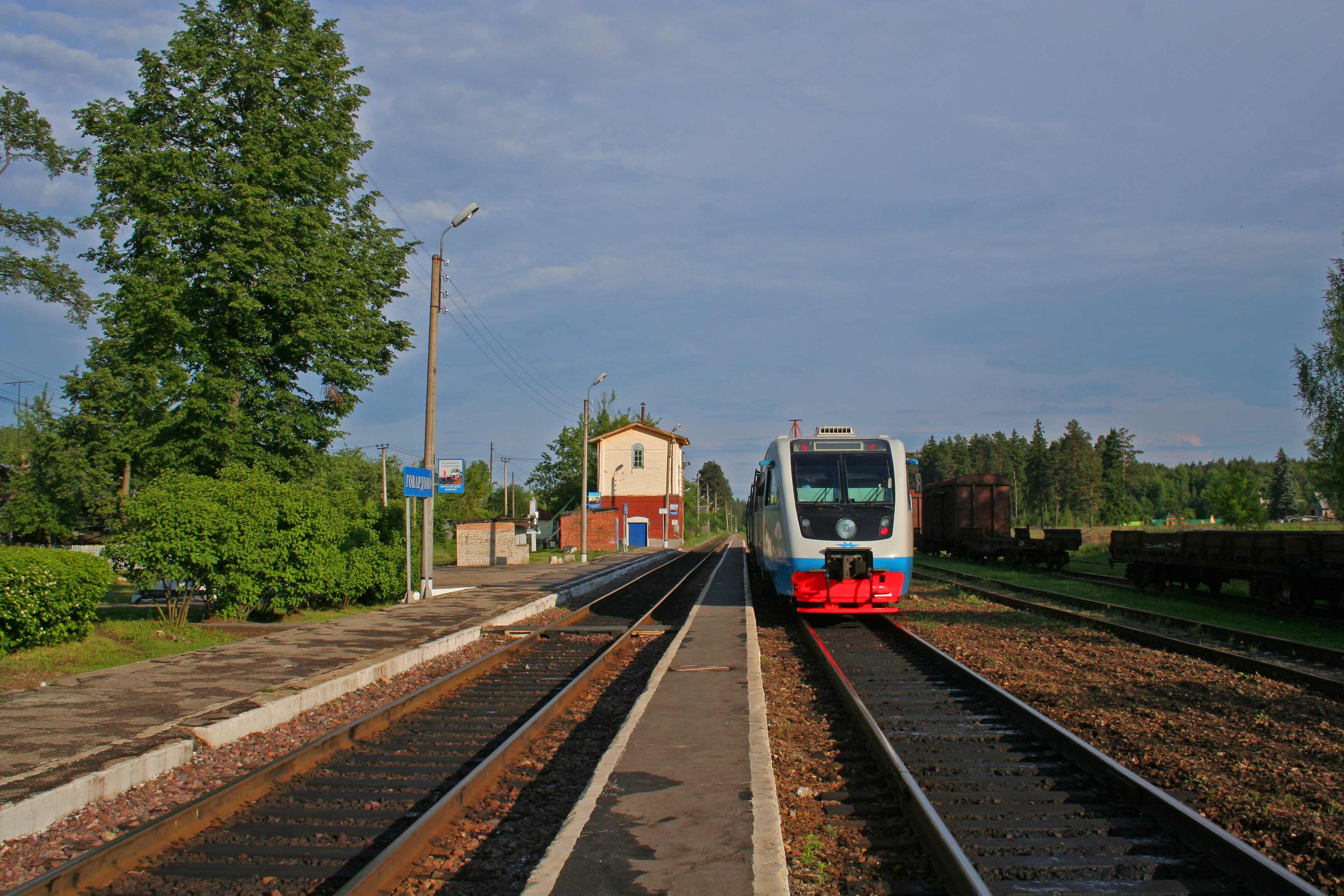
Bahnhof Gowardowo

## Söhne und Töchter der Stadt
- Alexander Chintschin (1894–1959), Mathematiker